# Hohlstraße 9 (Sandbach)

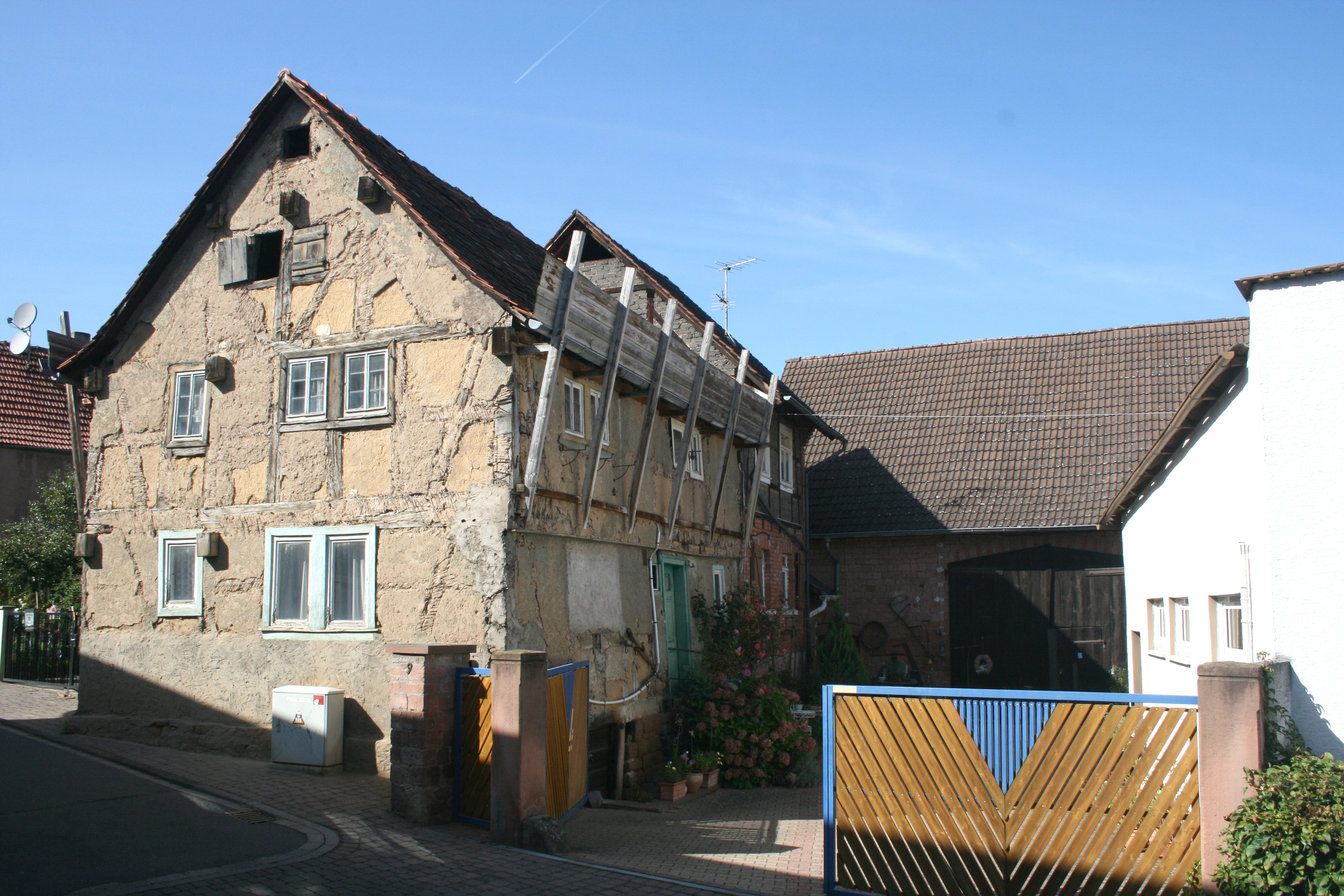
Ansicht von der Straßenseite 2012

Hohlstraße 9 (Flur 1, Flurstück 250/2) in Sandbach ist eine denkmalgeschützte U-förmige Hofreite in exponierter Lage oberhalb des Marktplatzes. Das giebelständige verputzte Fachwerkhaus stammt aus dem späten 18. Jahrhundert. Den hinteren Riegel bildet eine große steinerne Stallscheune. Das Hofgut ist der letzte erhaltene größere Hof des Ortes. Zur historischen Ausstattung zählen bleiverglaste beziehungsweise sechseckige Glasscheiben sowie alte Torpfosten mit Radabweisern.